# اوبروایلر یم تال
اوبروایلر یم تال (به آلمانی: Oberweiler im Tal) یک شهر در آلمان است که در Lauterecken-Wolfstein واقع شده‌است. اوبروایلر یم تال ۱۵۹ نفر جمعیت دارد.